# Крема
Крема (італ. Crema) — муніципалітет в Італії, у регіоні Ломбардія,  провінція Кремона.
Крема розташована на відстані близько 450 км на північний захід від Рима, 40 км на схід від Мілана, 38 км на північний захід від Кремони.
Населення — 34 212 осіб (2014).
Щорічний фестиваль відбувається 10 червня. Покровитель — святий Пантелеймон.

## Демографія
Населення за роками:

Станом на 1 січня 2023 року в муніципалітеті офіційно проживав 3731 іноземець з 96 країн, серед них 936 громадян країн Євросоюзу та 328 громадян України.

## Уродженці
- Ріккардо Феррі (*1963) — італійський футболіст, захисник.

## Сусідні муніципалітети
- Баньйоло-Кремаско
- Кампаньола-Кремаска
- Каперньяніка
- К'єве
- Кремозано
- Іцано
- Мадіньяно
- Оффаненго
- П'яненго
- Риченго
- Рипальта-Кремаска
- Трескоре-Кремаско